# ノバ・02
ノバ・02は、1974年にノバ・エンジニアリングが開発・製造したF2マシン。74年11月のJAFグランプリに参戦を目指したが、クラッシュで決勝に参戦できずに、翌年の1975年の全日本F2000選手権に参戦した。

## 開発の経緯
1974年に、ノバ・エンジニアリング（ノバ）の代表山梨信輔と風戸裕の遠大な計画「日本でF1マシンを製作して世界グランプリを転戦する」の第一歩として、まずF2マシンの製作にとりかかった。
マシンの設計は、解良喜久雄が担当した。
当時のノバは、風戸と生沢徹の富士グランチャンピオンレース（GC）用のマシン2台のメンテナンスを担当していたので、このF2マシンの製作は、その合間に実施されていた。

しかしながら、1974年6月2日のGC第2戦のアクシデントで風戸が帰らぬ人となった。その結果　すでに基本デザインが完成し、モノコックフレームの製作にとりかかっていたこのF2マシンは、計画の推進者とドライバーである風戸を失い、計画は暗礁に乗り上げたように見えた。
しかしながら、風戸の遺志は、チームフェニックスに引き継がれることになり、マシン製作は、再び軌道に乗せることができた。
エンジンはBMWの搭載が決まり、モノコックフレームも7月下旬に完成し、由良拓也もカウル製作を開始した。ドライバーも藤田直弘に決定したが、ノバはGCマシンのメンテナンスを優先していたので、マシン完成は、予定よりも遅れた。
マシン完成後の走り込みが不十分ななか、JAFグランプリに参戦して、予選でクラッシュして、フロントサスペンションとモノコックフレームにダメージを受けたが、スペアパーツがなく、レースに参戦することができなかった。
そのため　1975年の全日本F2000選手権への戦線を目指して、マシンを新機製作した。

## マシン概要
解良は、マシンの設計目標として
・重量と強度のバランスを保った上での、マシン全体の軽量化
・外国製シャーシと比較して充分な美観を備えた商品性の高いマシン
・外国製マシンより大幅に価格が安い
を掲げ、対応した。
マシンの軽量化に関しては、強度と重量のバランスを保つためにモノコックフレームとエンジンのリジットマウントを採用した。
また他社の既販部品も採用して、コストダウンを図った。
ボディは、前後のダウンフォースはウイングで稼ぎ、ラジエターは、サイドに縦置きとして、空力的見地と商品性の高さを合わせもった形状が模索された。

### フレーム
重量と強度のバランスを確保するため、アルミ合金製(17S)のモノコックとエンジンのリジットマウントを採用した。
モノコックフレームは、ツインチューブで内外とも1.2㎜厚のアルミ合金を使用して、モノコック後端にラジエターを縦置きで設置できるように、前方から後方にかけて横幅を滑らかに増すようにしている。
ツインチューブ部の内側には、それぞれ50Lの燃料タンクとその前方に消火器を収納している。なお燃料タンクの外側には、75年規定に対応した最大厚130㎜のFRP+ウレタンフォームの衝撃吸収構造が設置されている。
リアフレームは、マーチ製のベルハウジングを変速機とエンジンの間に挟んでいる。このベルハウジングは、モノコックと松葉状のパイプフレームで結合している。
エンジンは、フロントカバーがロールバーを介してモノコック後端のバルクヘッドにボルト固定されている。海外製のマシンは、エンジンの収納に鋼管スペースフレームを組んでいるが、ノバはこの鋼管スペースフレームを廃止して、重量削減とエンジンブロック自体がねじれ難いので、剛性確保を行った。

### サスペンション
●フロントサスペンション
Aアームによるダブルウイッシュボーンを採用した。
74年モデルは、箱型断面を持つ溶接鋼板製Aアームであったが、強度が高すぎクラッシュ時にモノコック本体を歪めるので鉄パイプ製Aアームに変更した。
アップライトは、GRDのマグネシウム製を使用した。
74年モデルよりフロントサスペンション取り付け場所を20㎜前へ出して、ホイールベースを20㎜延長して、ナロートレッドな性格が常時出るようにして、ドライバーがコントロールしやすい操縦性を確保した。
●リアサスペンション
アルミ製のシングル・トップ・リンク/鉄製ロア・パラレル・リンクと上下ラジアス・ロッドによる一般的な4リンクタイプを採用した。
アップライトは、自社での溶接鋼板製を使用した。
リアサスペンションは、ギアボックスのヒューランドFG400の上下に、トランスバース・フレームを設けて、スチール製の上トランスバース・フレームにトップリングが/下アルミ製の下トランスバース・フレームにロアパラレルリンクがピポットされている。

### ボディ・カウル
ボディは、空気抵抗が少なく、前後のウイングでバランスをとることを考慮したデザインになっている。
ボディカウルは、ウェッジ型を採用せず、なるべくボディ表面の気流を乱さない滑らかな曲線や曲面を多用し、ノーズ・カウルは、ワニの頭部のようにダルで先細りのユニークな形となった。この形で、ノバ02は、「フライング・アリゲーター」と呼ばれるようになった。
その先端にフロント・ウイングが1本のステーで搭載されている。
フロント・ウイングは、縦横比の大きな対象翼断面を採用している。
リア・ウイングは、リアアクスルから1m後方に配置され、幅1000mと日本でのアルミ板の規格が狭いので、翼長（前後長）を長くとり、左右の翼端整流板を大型化して、ダウンフォースを確保している。

### 冷却系
ラジエターは、ボディサイドを流れるエアと、マシン後部及びエンジン・ルーム内の気圧差によって、外側から内側に抜ける気流で冷却される。
オイルクーラーは、リアウイングの直前、ちょうどエンジン・カウル上の2本のフィンの間に置かれている。
その他のコンポーネンツでは、オイルタンクは、右サイド・ラジエターの内側に、バッテリーは、フロントエンドに置き、ナロートレッドが強調されたマシンでイナーシャモーメント増大を防止するため、なるたけ重量物をマシン中央部あるいは前方に来るように74年度モデルから変更配置した。

### ブレーキ
ブレーキは、ガーリングの2ポッド・ベンチレーテッドディスクブレーキを採用した。
このブレーキを前輪はアウトボード/後輪はインボードに配置した。